# آلان ريتشسون
آلان مايكل ريتشسون (بالإنجليزية: Alan Michael Ritchson) (من مواليد 28 نوفمبر 1982) هو ممثل أمريكي. بدأ مسيرته التمثيلية بدور آكوامان / آرثر كاري في مسلسل الأبطال الخارقين سمولفيل على قناة ذا سي دبليو، حيث ظهر كضيف شرف بين الموسمين الخامس والعاشر (2005–2010). لعب دور البطولة في المسلسل الكوميدي بلو ماونتن ستيت على قناة سبايك تي في بين عامي 2010 و2012، وعاد لتجسيد الدور نفسه في الفيلم التتمة عام 2016. كما كان بطل المسلسل الحركي بلود درايف على قناة ساي فاي عام 2017، وعاد إلى مسلسلات الأبطال الخارقين بدور هانك هول/هوك في مسلسل تايتنز على منصتي عالم دي سي (خدمة بث عبر الإنترنت) / ماكس من عام 2018 إلى 2021. نال شهرة أوسع من خلال تجسيده للشخصية الرئيسية في مسلسل الإثارة والحركة ريتشر على منصة أمازون برايم فيديو، والذي بدأ عرضه في عام 2022 ولا يزال مستمرًا.
في السينما، جسّد شخصية رافييل في إعادة إنتاج فيلم سلاحف النينجا(2014) وتتمته سلاحف النينجا: الخروج من الظلال في 2016. كما شارك في أفلام مثل مباريات الجوع: ألسنة اللهب (2013)، وليزر تيم (2015)، وفاست إكس (2023). وقد خاض أول تجربة إخراجية له وشارك في البطولة في فيلم الحركة الكوميدي دارك ويب: سيكادا 3301 عام 2021.